# Héctor José Cámpora
Héctor José Cámpora (Mercedes (Buenos Aires), 26 maart 1909 – Cuernavaca (Mexico), 18 december 1980) was gedurende enkele maanden president van Argentinië in 1973.
Cámpora was tandarts van opleiding.
Hij volgde de militair Alejandro Agustín Lanusse op. Lanusse had ervoor had gezorgd dat ex-president Juan Perón, die in ballingschap leefde, werd uitgesloten van de presidentsverkiezingen via een speciale clausule. Cámpora won de verkiezingen van 11 maart 1973 als kandidaat voor de peronisten met 49% van de stemmen op overtuigende wijze. De machtsoverdracht op 25 mei werd met veel vreugde gevierd door het peronistische kamp.
Cámpora, die werd gerekend tot de linkerzijde van de peronisten, liet alle politieke gevangenen vrij en schafte de repressieve wetgeving af. Maar de behoudende factie van de peronisten, de werkgeversorganisatie CGE, de vakbond CGT en minister van Economische Zaken Gelbard namen al snel de overhand. Te linkse functionarissen werden weggezuiverd en ook president Cámpora moest na amper 50 dagen vertrekken. Hij trad af en werd ad interim opgevolgd door de voorzitter van de Kamer van Afgevaardigden, Raúl Alberto Lastiri, in afwachting van de presidentsverkiezing van 23 september 1973 waarbij Juan Perón zich wel kandidaat kon stellen.
Na de militaire staatsgreep van 1976 vluchtte Cámpora naar de Mexicaanse ambassade in Buenos Aires. Omdat de autoriteiten eerst niet toestonden dat hij vertrok, verbleef hij verschillende jaren in de ambassade alvorens toch naar Mexico te kunnen vertrekken. Daar stierf hij in ballingschap.
- Bibliothèque nationale de France: cb127734587 (data)
- Gemeinsame Normdatei: 122342879
- International Standard Name Identifier: 0000 0001 2103 0987
- Library of Congress Control Number: n81109076
- Nationale bibliotheek van Australië: 35681996
- Nationale Bibliotheek van Israël: 987007445247005171
- Système universitaire de documentation: 058655565
- Trove: 1040301
- Virtual International Authority File: 93093046
- WorldCat: E39PBJw4GxGcBbjpbT3BPk6Yfq